# Andrée Lavieille
Pour les autres membres de la famille, voir Famille Lavieille.
Andrée Lavieille, née le 11 septembre 1887 à Paris 5e et morte le 14 mai 1960 dans le 6e arrondissement de Paris, est une artiste-peintre française.

## Biographie
Fille et petite-fille de peintres (son père, Adrien Lavieille, et sa mère, Marie Adrien Lavieille, son grand-père paternel, Eugène Lavieille), Andrée Lavieille entra à l'École des beaux-arts en 1908 (où elle fut élève de Ferdinand Humbert). Les sujets de ses peintures furent des natures mortes, des intérieurs, et surtout des paysages. Elle peignit à Saint-Jean-de-Monts en Vendée auprès d'Auguste Lepère, à Fontainebleau, Vendôme, Chartres, puis Paris, où elle et son mari, Paul Tuffrau, homme de lettres, habitèrent successivement, en Gironde, dans le petit village de Plassac, et particulièrement en Bretagne, qui l'avait tout de suite conquise, notamment au Pouldu (1924-1939), et dans la région de la pointe du Raz et de la baie des Trépassés (1937-1947).
Elle a réalisé des peintures à l'huile, mais fut de plus en plus attirée par l'aquarelle, pour elle plus spontanée. Nourrie pour une part du classicisme du Chardin des natures mortes, sa peinture évoque les impressionnistes par sa luminosité, et dans certaines œuvres les Fauves par la technique des aplats, le jeu des couleurs.
Andrée Lavieille a exposé au Salon des artistes français à plusieurs reprises, de 1911 à 1939.